# Programmations du Festival de Confolens dans les années 1990
Cet article présente les programmations du Festival de Confolens dans les années 1990.

## Années 1990

### 1990
| Pays représentés        | Nom des groupes folkloriques                                  |
| ----------------------- | ------------------------------------------------------------- |
| Albanie                 | - Girokastria de Tirana                                       |
| Bulgarie                | - Ensemble Hebar de Plovdiv                                   |
| Chine                   | - Ensemble Artistique des Nationalités des villages du Yunnan |
| Équateur                | - Grupo Folclorico Tungurahua d'Ambato                        |
| Espagne                 | - Grupacion Lembranzas de Vigo, - Adolfo de Castro de Cadiz   |
| États-Unis              | - Réserve d'Indiens                                           |
| France                  | - Lo Gerbo Baudo, - Les Pibolous de Celles sur Belle          |
| Italie                  | - Fanfare des Bersaglieris de Roccafranca                     |
| Norvège                 | - Ensemble musical Sogn Og Fjordane                           |
| Pologne                 | - Ensemble Dabrowiacy de Katowice                             |
| États-Unis (Porto Rico) | - Areyto de San Juan                                          |
| Roumanie                | - Ensemble Timisul de Timisoara                               |
| Russie                  | - Razolye de Lipetsk                                          |

### 1991
| Pays représentés     | Nom des groupes folkloriques                                |
| -------------------- | ----------------------------------------------------------- |
| Allemagne            | - Big Band de Mechernich                                    |
| Cameroun             | - Ensemble Royal de Foumban                                 |
| Canada               | - Mackinaw de Drummondvile                                  |
| Chine                | - Ensemble de Danses du Tibet                               |
| Écosse               | - Ensemble de danses et Pipe Band de Drumalban              |
| Espagne              | - Ballet Catalan de Rubi Barcelone                          |
| France               | - Lo Gerbo Baudo, Les Gitans du Roussillon                  |
| Géorgie              | - Ensemble M'Tiebi                                          |
| Hongrie              | - Ensemble Erkel Ferenc de Budapest                         |
| Indonésie            | - Ensemble Kabumi de Bandung West Java                      |
| Italie (Sardaigne)   | - Citta di Quarto de Quartu Santa Elena                     |
| Japon                | - Kagura de Shimane, - Ensemble de Percussions Arashi Daiko |
| Lituanie             | - Ensemble Usa de Vilnius                                   |
| Mexique              | - Fiesta Mexicana de Monterey                               |
| Pérou                | - Ensemble Amankai de Lima                                  |
| Portugal             | - Grupo Folklorico de Faro                                  |
| Yougoslavie (Serbie) | - Akud Spannac de Belgrade                                  |

### 1992
| Pays représentés            | Nom des groupes folkloriques                   |
| --------------------------- | ---------------------------------------------- |
| Afrique du Sud              | - Pace Dance de Capetown                       |
| Autriche                    | - Fanfarre Patcherkofel Baum                   |
| Antigua-et-Barbuda          | - Gemonites Steel Orchestra                    |
| Brésil                      | - Querencia do Sul de Curitiba                 |
| Bulgarie                    | - Ensemble Naiden Kirov de Roussé              |
| Chili                       | - Grupo Chamal de Santiago                     |
| Colombie                    | - Grupo de Danzas folcloricas de Yumbo de Cali |
| Corée du Sud                | - Choom Tan Som Dance Troup de Séoul           |
| Cuba                        | - 27 de Noviembre                              |
| Équateur                    | - Grupo Folclorico Tungurahua d'Ambato         |
| Espagne                     | - Coros y Danzas d'Extremadura de Badajoz      |
| France                      | - Lo Gerbo Baudo, - Oinak Arin                 |
| Hongrie                     | - Ensemble Ando Drom de Budapest               |
| Inde                        | - Ensemble National Javanak d'Ahmedabad        |
| Israël                      | - Ensemble Hora Neurim de Jerusalem            |
| Mexique                     | - Grupo Folklorico Ciudad de Guadalajara       |
| Tchécoslovaquie (Slovaquie) | - Ensemble Slovaque Lucnica de Bratislava      |
| Ukraine                     | - Ensemble Goritsvit de Lviv                   |

### 1993
| Pays représentés          | Nom des groupes folkloriques                                   |
| ------------------------- | -------------------------------------------------------------- |
| Allemagne                 | - Big Band de Mechernich, - Fanfarre Traditionnelle Bandalpina |
| Argentine                 | - Ballet Folklorique de l'Université de Buenos Aires           |
| République centrafricaine | - Ballet National de Bangui                                    |
| Croatie                   | - Ensemble Folklorique Ivan Goran Kovasic de Zagreb            |
| France                    | - Lo Gerbo Baudo                                               |
| Iles Vierges americaines  | - Compagnie Nationale de Sainte-Croix                          |
| Italie                    | - Groupe Folklorique Chino Ermacora de Tarsento                |
| Macédoine                 | - Ensemble Orce Nikolov de Skopje                              |
| Malaisie                  | - Ensemble Batki de Kuala Lumpur                               |
| Nouvelle-Zélande          | - Ma-Wai-Hakona Maori Cultural Group                           |
| Paraguay                  | - Ensemble Paraguay-Ñee d'Asuncion                             |
| Pérou                     | - Ballet Amankay de Lima                                       |
| Philippines               | - Ensemble Fiesta Filipana                                     |
| Pologne                   | - Ensemble Warszawa de Varsovie                                |
| Russie                    | - Ensemble Folklorique les Or du Printemps                     |
| Slovénie                  | - Académie Folklorique des étudiants de Maribor                |
| Turquie                   | - Ensemble Hoy-Tur d'Ankara                                    |

Animations :
- Bandalpina,
- Ukraine (Groupe Maroussia).

### 1994
| Pays représentés | Nom des groupes folkloriques                                            |
| ---------------- | ----------------------------------------------------------------------- |
| Burundi          | - Maitres Tambours Batimbo de Bujumbura                                 |
| Canada           | - Northern Shadow Dancers de Dawson Creek                               |
| Espagne          | - Grupo de Danzas de Madrid, - Agrupacion musical La Artistic de Carlet |
| Finlande         | - Trio Musical de Laponie                                               |
| France           | - Lo Gerbo Baudo, - Les Jolivettes de Reims                             |
| Guatemala        | - Ensemble Guatemarimba de Guatemala                                    |
| Indonésie        | - Ensemble Kabumi de l'Université de Bandung                            |
| Mexique          | - Ballet Folklorique de la ville de Guadalajara                         |
| Ossétie du Sud   | - Groupe Part de Tchiklivali                                            |
| Roumanie         | - Ballet National Transilvania de Baia Marc                             |
| Russie           | - Les Cordes de Yaroslavl, Russalia de Sibérie                          |
| Serbie           | - Ensemble universitaire Akud Spannac de Belgrade                       |
| Slovaquie        | - Zempln de Michalovce                                                  |
| Turquie          | - Ensemble Hoy-Tur d'Ankara                                             |
| Venezuela        | - Madera de Caracas                                                     |

### 1995
| Pays représentés       | Nom des groupes folkloriques |
| ---------------------- | --- |
| Bénin                  | - Ballets du Bénin de Cotonou |
| Brésil                 | - Ballet Folklorique de Bahia |
| Chine                  | - Compagnie des chants et des danses de Lan Zhou                                                                                    |
| Écosse                 | - Loretto pipes and Drums |
| France                 | - Lo Gerbo Baudo, - Les Jolivettes de Reims, - Folk Drumlin, - Sol Andino, - Lous Brandalous, - Banda la Châtelaine de Rochechouart |
| Îles Cook              | - Royal Rarotongans de Rarotonga |
| Italie                 | - Sbandieratori dei Rioni de Cori                                                                                                   |
| Lettonie               | - Ensemble national Dalie de Riga                                                                                                   |
| Moldavie               | - Vesselya de Kishinev |
| Pérou                  | - Asi es mi Perù de Lima |
| Pologne                | - Ensemble Slowianki de l'université Jagellone de Cracovie                                                                          |
| Portugal               | - Grupo Folclorico Cidacos De Oliveira                                                                                              |
| Russie (Bashkortostan) | - Ensemble National d'Oufa |
| Suisse                 | - Les Zachéos de Sierre |

### 1996
| Pays représentés          | Nom des groupes folkloriques |
| ------------------------- | --- |
| Allemagne                 | - Association Musicale de Beibuir |
| Argentine                 | - Grupo de Danzas Argentina de Cordoba |
| République centrafricaine | - Pygmées Mayeye de Bayanga |
| Chili                     | - Bafona de Santiago de Chile |
| Colombie                  | - Antioquia de Medellin |
| Espagne                   | - Tuna universiatria de Vitoria, - Tajastate de Santa Cruz de Tenerife                                                                    |
| France                    | - Lo Gerbo Baudo, - Folk Drumlin, - Lous Brandalous, - La java des Gaspards, - Deishovida fast folk, Africa Sound, - Groupe de Labouheyre |
| Hongrie                   | - Ensemble Ando Drom de Budapest, - Ensemble Szinvavogyi de Miskolc                                                                       |
| Roumanie                  | - Dalila et son orchestre |
| Russie                    | - (Kalmoukie) Ensemble Oiraty d'Elista - (République des Komis) Assya Kya de Sytyvkar                                                     |
| Suède                     | - Svenska Viking Dansarna |
| Thailande                 | - Roi et dramatic arts college group |

### 1997
| Pays représentés | Nom des groupes folkloriques |
| ---------------- | --- |
| Belgique         | - Société Royale des Gilles de Bouvy |
| Brésil           | - Ballet Folklorique de Bahia |
| Bulgarie         | - Ensemble Naiden Kirov de Roussé |
| Corée du Sud     | - Lee Kyung Hwa Dance Company de Seoul |
| Équateur         | - Grupo Folclorico Tungurahua d'Ambato |
| Espagne          | - Banda Musicale Canavera d'alcanar |
| États-Unis       | - BYU de Provo |
| France           | - Lo Gerbo Baudo, - La Capouliero de Martigues, Lous Brandalous, - Compagne Melting spot de Villeneuve d'Ascq, - Groupe de salsa Catimbo, - Banda Los Cumbancheros de Mont de Marsan, - École de Samba Macunaima de Bordeaux, - Orchestre Cocktail |
| Mexique          | - Compagne Nationale de Mexico |
| Ukraine          | - Kalyna de Kiev |

### 1998
| Pays représentés | Nom des groupes folkloriques |
| ---------------- | --- |
| Argentine        | - U ballet Argentino de Buenos Aires |
| Arménie          | - Ballet Folklorique Aravot d'Erevan |
| Angleterre       | - West Yorkshire fire Service Pipe Band |
| Chili            | - America Canta |
| Chine            | - Petite Aigrette de Xiamen |
| Colombie         | - Antioquia de Medellin |
| Espagne          | - Al Andalous de Cadiz, - Guretzat musika banda de Portugalete |
| France           | - Lo Gerbo Baudo, - Lous Brandalous, - Groupe de salsa Catimbo, - Eostiged ar Stangala de Quimper, - Follen, - Frusque, - Pavanes et capriols du Puy en Velay, - Avenir musical du limousin de Limoges |
| Inde             | - Jaipur Kawa Brass Band Fanfare du Rajasthan |
| Irlande          | - Ensemble de danses Scoil Rince Ui She De Dublin "O Shea Irish Dancers |
| Italie           | - Asociazione folkloric a de Minturno, - Fanfare des Bersaglieris de Dolianova de Sardaigne |
| Nouvelle-Zélande | - Ensemble Whitieria Performig Art School de Porirua |
| Pologne          | - Ensemble de chants et de danses de l'Académie d'Agriculture de Lublin |
| Porto Rico       | - Compagnie Folklorique Gibaro de San Juan |
| Russie           | - Théâtre russe des danses nationales de Moscou |

### 1999
| Pays représentés  | Nom des groupes folkloriques                                                                                         |
| ----------------- | --- |
| Chili             | - Bafochi |
| Chine             | - Tambours de bronze de Nanning                                                                                      |
| Cuba              | - Cutumba de Santiago                                                                                                |
| Égypte            | - Ballet Folklorique Reda du Caire                                                                                   |
| France            | - Lo Gerbo Baudo, - Lous Brandalous, - Avenir musical du Limousin de Limoges, - Melting Pot, - Les Moujiks, - Laride |
| Grèce             | - Groupe Folklorique de Naoussa                                                                                      |
| Hongrie           | - Ensemble Bihari de Budapest                                                                                        |
| Israel            | - Ensemble Hora de Jérusalem                                                                                         |
| Macédoine du Nord | - Koco Racin de Skopje                                                                                               |
| Roumanie          | - Ensemble Doina Bucuretiului de Bucarest                                                                            |
| Russie            | - Les cosaques russes de Lipetsk                                                                                     |
| Rwanda            | - Ensemble National de Kigali                                                                                        |
| Taiwan            | - Troupe de chants et de danses aborigènes de Formose                                                                |
| Trinité-et-Tobago | - Lambert Steel Band Orchestra                                                                                       |
| Viêt Nam          | - Ensemble Folklorique du Vietnam                                                                                    |